# إدي بابا
إدي بابا (بالإنجليزية: Eddie Pope)‏ مواليد 24 ديسمبر 1973 في غرينزبورو، الولايات المتحدة، هو لاعب كرة قدم سابق كان يلعب كمدافع. سبق له أن لعب في كأس العالم لكرة القدم مع منتخب بلاده. لعب خلال مسيرته 254 مباراة سجل خلالها 10 أهداف.

## المسيرة الاحترافية

### أندية لعب لها
- دي.سي. يونايتد
- نيويورك ريد بولز
- ريال سالت ليك

## روابط خارجية
- إدي بابا على موقع الاتحاد الدولي (مؤرشف)  (الإنجليزية)
- إدي بابا على موقع الدوري الأمريكي (الإنجليزية)
- إدي بابا على موقع قاعدة بيانات كرة القدم.إي يو (الإنجليزية)
- إدي بابا على موقع ناشيونال فوتبول تيمز (الإنجليزية)
- إدي بابا على موقع أوليمبيديا (الإنجليزية)